# Test orale di tolleranza al glucosio
Il test orale di tolleranza al glucosio, o OGTT (Oral Glucose Tolerance Test) è un test clinico che viene utilizzato per controllare se un paziente ha un metabolismo del glucosio normale. Viene anche chiamato curva da carico orale di glucosio o semplicemente curva da carico.

## Procedura

### Preparazione all'OGTT
Non bisogna limitare l'assunzione di carboidrati nei giorni precedenti al test, l'alimentazione dev'essere il più possibile simile alla quotidiana.
Il paziente deve presentarsi a digiuno da 8-14 ore.
Può bere acqua, non succo di frutta o altri liquidi che contengano glucidi.
Il paziente non dovrebbe essere malato al momento del test, perché stati patologici potrebbero alterare il metabolismo glucidico.

### Svolgimento
Il test viene eseguito in prima mattinata (ore 07:00-08:30) sia per motivi pratici sia perché il ritmo circadiano del metabolismo del glucosio è massimo in mattinata e minimo nel pomeriggio.
- Viene fatto il primo prelievo, cioè il basale, a partire dal quale viene conteggiato il tempo. Pertanto il prelievo basale corrisponde al tempo 0'.
- Viene controllata in laboratorio la glicemia del tempo 0': se la concentrazione di glucosio è inferiore a 126 mg/dL si procede con la somministrazione di glucosio.
- Viene fatta ingerire al paziente una soluzione contenente 75 g di glucosio in 300-500 mL di acqua. La soluzione dev'essere ingerita in un tempo massimo di 5 minuti.
- Successivamente si procede con i prelievi. Si può fare un OGTT "a due tempi" eseguendo un prelievo basale (quindi a 0') e uno a 120' (quindi dopo due ore) oppure un prelievo "a cinque tempi" eseguendo il prelievo basale e poi uno ogni 30 minuti fino alle 2 ore: 0', 30', 60' 90', 120'. In alcuni casi si può fare il prelievo "a sei tempi" prolungando l'esame fino a 180': 0', 30', 60', 90', 120', 180'.
- Al test viene generalmente associato quello della insulinemia, cioè la concentrazione di insulina nel sangue, che viene dosata in tutti i prelievi fatti per la glicemia. In questo caso verranno quindi prelevate due provette di sangue ad ogni tempo di prelievo.

## Utilità
L'OGTT permette di valutare come la concentrazione di glucosio (e di insulina nel caso in cui venga associato a dosaggio dell'insulina) cambia nel sangue dopo l'assunzione di una dose nota, quindi se il corpo ha un metabolismo glucidico normale o alterato.
In condizioni normali, dopo un carico orale di glucosio, nel sangue aumenta la glicemia dopo qualche minuto. Le cellule beta del pancreas vengono stimolate dall'alta concentrazione di glucosio a secernere insulina, che è già pronta all'interno del loro citoplasma "impacchettata" in vescicole di secrezione. Attraverso il processo dell'esocitosi riversano l'insulina nel sangue. L'insulina è una piccola molecola con funzione di ormone che stimola i tessuti a captare il glucosio presente nel sangue; agisce soprattutto sui muscoli. In definitiva l'insulina abbassa la concentrazione di glucosio nel sangue (glicemia) perché stimola i tessuti a prelevarlo dal sangue e utilizzarlo. Quindi in condizioni normali nel giro di qualche ora la glicemia scende a livelli simili a quelli basali.
Se i valori di glicemia sono alterati significa che il metabolismo del glucosio non è normale, e questo porta a fare diagnosi di diabete. La diagnosi differenziale tra diabete di tipo I e II si può fare associando all'OGTT anche la valutazione dell'insulinemia. 

- nel diabete di tipo I la produzione di insulina è minore rispetto alla norma perché ci sono meno cellule beta pancreatiche rispetto al normale a causa della loro distruzione da parte del sistema immunitario (patologia autoimmune)

- nel diabete di tipo II la produzione di insulina è superiore rispetto alla norma perché i tessuti non ricevono in modo adeguato il segnale da parte dell'insulina, solitamente per un deficit del recettore o della via di trasduzione del segnale..

Il test di tolleranza al glucosio viene di norma eseguito durante la gravidanza per diagnosticare il diabete gestazionale.

## Lettura di un OGTT
In questa tabella sono riportati i parametri di lettura di un OGTT in due tempi, quindi a 0' (digiuno) e 120' (2-Hours Post-Prandial Glucose).
|           | Glicemia: mmol/l (mg/dl) |                                   |                                      |                      |
|           | Profilo normale          | Alterata glicemia a digiuno (IFG) | Ridotta tolleranza al glucosio (IGT) | Diabete Mellito (DM) |
| A digiuno | <6.0 (<100)              | 5.6 - 7.0 (100 - 126)             | <7.0 (<126)                          | ≥7.0 (≥126)          |
| 2-HrPPG   | <7.8 (<140)              | ≥7.8 - <11.1 (≥140 - <200 )       | ≥11.1 (≥200)                         |                      |

### Normale
I valori normali di glicemia sono:
- a digiuno inferiori a 100 mg/dl. I vecchi (1999 secondo l'OMS) parametri di riferimento erano <110 mg/dl, ma dopo recenti studi epidemiologici si è visto che è meglio porre il tetto massimo a un valore minore, appunto <100, perché i rischi di sviluppare diabete e patologie ad esso correlate è risultato inferiore.
- dopo due ore dall'ingestione di 75g di glucosio: minori di 140 mg/dl

### IGF
IGF (Impaired Glucose Fasting) significa alterata glicemia a digiuno.
- I valori a digiuno sono alterati, infatti la glicemia è superiore a 100 fino a 126 mg/dL, che è il valore a digiuno a partire dal quale il soggetto verrebbe considerato diabetico.
- I valori a 120' dall'ingestione di 75 g di glucosio sono inferiori a 140 mg/dL, quindi come per il soggetto normale.

### IGT
IGT (Impaired Glucose Tolerance) significa ridotta tolleranza al glucosio.
- glicemia a digiuno fino a 126 mg/dL
- glicemia dopo 2 ore maggiore di 140 mg/dL, fino a un massimo di 199 mg/dL (un valore superiore sarebbe diagnostico di Diabete), quindi nei tessuti periferici non viene captato il glucosio, per via di un deficit dell'insulina o del recettore per l'insulina o della via di trasduzione. Questo è un dato che dovrebbe mettere in allerta e il soggetto dovrebbe essere controllato regolarmente e dovrebbe assumere una dieta adeguata per evitare la progressione a diabete.

### Diabete mellito
Per la diagnosi di diabete mellito:
- la glicemia a digiuno è uguale o superiore a 126 mg/dl
- la glicemia dopo 2 ore è uguale o superiore a 200 mg/dl, in questo caso c'è un alto deficit del metabolismo del glucosio, con numerose conseguenze per i tessuti (vedi la voce Diabete Mellito).